# Csőre Gábor
Csőre Gábor (Budapest, 1971. augusztus 11. –) Jászai Mari-díjas magyar színművész, szinkronszínész.

## Életpályája
1982-ben, 11 éves korában a Magyar Rádió Gyermekstúdiójához került, ahol rádiójátékokban szerepelt. 1985-től az Ascher Oszkár Színpadon tanult, 1989-től a Nemzeti Színház Stúdiójának növendéke volt. 1990-ben a Bodnár Sándor Drámai Akadémián folytatta tanulmányait, majd 1993-ban felvételt nyert a Színház- és Filmművészeti Főiskolára. Tanárai Marton László és Hegedűs D. Géza voltak, 1997-ben szerzett diplomát. A főiskola után a Vígszínházhoz szerződött, ahol 2020-ig volt tag. 2020-2024 között a Thália Színház színésze. 2024-től szabadúszó.
Vendégként találkozhatunk nevével a Kassai Magyar Színház, az Óbudai Társaskör, a Gózon Gyula Kamaraszínház és a Pesti Magyar Színház színlapjain is.
1999 óta Adam Sandler állandó magyar hangja, de már előtte is többször szinkronizálta. Jake Gyllenhaal is – általában – az ő hangján szólal meg magyarul.
Filmen először az 1984-ben készült Kismaszat és a Gézengúzok című tévéfilmben szerepelt. Első színpadi szerepe a Játékszínben volt, Vészi Endre Sárga telefon című darabjában. A Bambi gyermekei és az Álmodik az állatkert című hanglemezen is közreműködött. Rendszeresen szinkronizál, és rádiójátékokban is hallható.
A televízióban az M5 kulturális csatorna műsorvezetőjeként is látható.

## Színpadi szerepei
A Színházi adattárban regisztrált bemutatóinak száma: 63; ugyanitt egy színházi felvételen is látható.
- Vészi Endre: Sárga telefon....Pali
- William Shakespeare: Rómeó és Júlia....Rómeó
- Kornis Mihály: Halleluja....Öngyilkos
- William Shakespeare: Macbeth....Az ifjú Syward
- Fjodor Mihajlovics Dosztojevszkij: A Karamazov testvérek....Makszimov
- Dés László - Geszti Péter - Békés Pál: A dzsungel könyve....Maugli
- Carlo Goldoni: A legyező....Kutya
- Tosztoj: Háború és béke....Karatajev
- Christopher Hampton: Veszedelmes viszonyok....Párbajsegéd
- Jean Anouilh: Colombe....Lucien
- Friedrich Schiller: Haramiák....Károly
- Fejes Endre: Jó estét nyár, jó estét szerelem....Rendőr, Üzletvezető, Személyzetis
- Gogol: Kártyások....Svohnyev
- William Shakespeare: 
  - Ahogy tetszik....Corinnus
  - Vízkereszt, vagy amit akartok....Tengerészkapitány
  - A vihar....Adrian
  - Makrancos Kata....Rendőr; Kíséret Baptistánál; Ló; Szamár; Szolgák; Dalárda
  - Lóvá tett lovagok....Dumain
  - Tévedések vígjátéka....Dromio
  - Minden jó, ha vége jó....II. Nemes
  - Julius Caesar....Decius
- O’Neill: Boldogtalan hold....Mike Hogan
- Kern András–Presser Gábor: Szent István körút 14.
- Réthly Attila: Élve vagy halva....Rendőr; Hullaszállító
- Presser Gábor–Sztevanovity Dusán–Horváth Péter: A padlás....Lámpás, a törpe zsörtölődő szellem
- Bertolt Brecht: Kurázsi mama és gyermekei....Lőportáros; Eilif; Fiatal paraszt
- David Rogers: Tom Jones....Square; Fitzpatrick
- Vörösmarty Mihály: Csongor és Tünde....Balga
- Horace McCoy: A lovakat lelövik, ugye?....Tapesz, a főnök
- Spiró György: Príma környék....Férj
- Graham Chapman–John Cleese–Eric Idle: Gyalog galopp....Robin
- Fjodor Mihajlovics Dosztojevszkij: Bűn és bűnhődés....Mikolka
- Kárpáti Péter: Pájinkás János....Raszputyinka
- Martin McDonagh: Alhangya....Pitbull
- Makszim Gorkij: Nyaralók....Zamiszlov
- Ion Luca Caragiale: Zűrzavaros éjszaka....Spiridon
- Magyar Attila: Szószegő szerelmesek....Fiú
- Kacsóh Pongrác–Heltai Jenő: János vitéz....Bagó
- Jones: Kövekkel a zsebében....Jake Quinn
- Id. Alexandre Dumas: A három testőr....Rochefort
- Szép Ernő: Lila ákác....Mínusz
- Marius von Mayenburg: Haarmann....Fiú
- Gabriel García Márquez: Száz év magány....José Arcadio
- Anton Pavlovics Csehov: Cseresznyéskert....Jása, fiatal inas
- Frank Wedekind: Lulu....Rodrigo Quast
- Heltai Jenő: A Tündérlaki lányok....Petrencey Gáspár
- Stendhal: Vörös és fekete....Valenod
- Carlo Goldoni: A chioggiai csetepaté....Titta Nane, halászlegény
- Émile Zola: A nő vágya
- Molnár Ferenc: Játék a kastélyban....Titkár
- Nógrádi Gábor:Petepite....Pete Péter (Pite)
- Varró Dániel–Presser Gábor: Túl a Maszat-hegyen....Pali kalóz; Turgenyev, a burgonya
- Hamvai Kornél: A zöld kilences....Hamrák János
- Martin McDonagh: Leenane szépe....Ray
- Samuel Adamson
- Büchner: Danton halála....Lacroix
- Bulgakov: Mester és Margaréta....Berlioz
- Arany János: Toldi
- Békés Pál: Össztánc
- Billy Wilder: Van aki forrón szereti....Joe (Josephine)

## Filmjei

### Játékfilmek
- Nyócker! (2004)
- A fény ösvényei (2005)
- Dumapárbaj (2014)
- A Viszkis (2017)
- Elk*rtuk (2021)
- Blokád (2022)

### Tévéfilmek
- Kismaszat és a Gézengúzok (1984)
- Kisváros (1993)
- Szökés a nagy árvíz idején (1996)
- Millenniumi mesék sorozat A pici című része (2000)
- A múzsa csókja (2002)
- Szentek és bolondok (2003)
- Kaffka Margit és Bauer Henrik (2003)
- Tea (2002–2003)
- Bányató (2007)
- Aranyélet (2015)
- Válótársak (2017)
- A mi kis falunk (2017–2020)
- A merénylet (2018)
- Foglyok (2019)
- Bátrak földje (2020)
- Ecc-pecc (2021)
- Pepe (2022–2023)
- Legyetek szeretettel (2023)
- Marsra magyar! (2023–2024)

## Szinkronszerepei

### Sorozatok
- New Girl – Nick Miller (Jake M. Johnson)
- A Görcs ikrek – Wayne Görcs (Tom Kenny)
- A Kennedy űrközpont jelentkezik – D. B. Woods (David Kelsey)
- A vadak ura – Tao (Jackson Raine)
- Agy-kontroll – Dr. Jonathan Seger (Mark Feuerstein)
- Agymenők – Leonard Hofstadter – (Johnny Galecki)
- Az első csók – Anthony (Anthony Dupray)
- Azúrkék nyomok – Steve (Steve Burns)
- Betty a csúnya lány – Hugo Lombardi – (Julián Arango)
- Beverly Hills 90210 – Ray Pruit (Jamie Walters)
- Bleach – Madarame Ikkaku (1. szinkronhang)
- Brooklyn South – Hector Villanueva (Adam Rodriguez)
- Bosszúállók újra együtt – Loki (Troy Baker)
- Chris Isaak Show – Anson Drubner (Jed Rees)
- Csillagkapu (1. évad) – Skaara/Klorel (Alexis Cruz)
- Dragon Ball GT – Son Gohan
- Dragon Ball Z – Garbig Junior egyik csatlósa (108–116. rész)
Son Gohan (199–291.rész)
- Drót – Sgt. Ellis Carver (Seth Gilliam)
- Édes, drága titkaink – Jeremy Darling (Seth Gabel)
- Ez a ház totál gáz – Fernando Navarro (Adrià Collado)
- Fallen – Letaszítva – Aaron Corbett (Paul Wesley)
- Fekete gyöngy – Elías Baggio (Marcelo Cosentino)
- Gólkirály – Hikaru Tatsumura
- Gyilkos számok – Charlie Eppes (David Krumholtz)
- Hiperion öböl – Marcus Fox (Chaka Forman)
- Hősök – Ando Masahashi (James Kyson Lee)
- Így jártam anyátokkal – Marshall Eriksen (Jason Segel)
- Jenny – Max (Rafer Weigel)
- Kés/alatt – Dr. Sean McNamara (Dylan Walsh)
- Ki vagy, doki? – Mickey Smith (Noel Clarke)
- Kórház a város szélén 20 év múlva – Jan Blazej (Ondrej Brousek)
- Kutyaszorítóban – Mr. Wolf (John Leguizamo)
- Lisa csak egy van – Jürgen Decker (Oliver Bokern)
- Loki – Loki (Tom Hiddleston)
- Második élet – Antonio Domínguez – Erick Elías
- McLeod lányai – Rob Shelton (Jonathon Pasvolsky)
- Modellügynökség – David Michaels (Brian Gaskill)
- Monty Python Repülő Cirkusza – Michael Palin
- New York sűrűjében – Vincent Trout (Jeffrey Pierce)
- Nikki – Dwight White (Nick von Esmarch)
- Parkműsor – Rigby (William Saiyers)
- Pénz, pénz, pénz – Carson Boyd (Christopher Wiehl)
- Puppy in My Pocket (televíziós sorozat) – Magic
- Se füle, se farka, avagy a meseírók beájulnak – Albert (Tobias Schenke)
- SeaQuest DSV – Darwin
- South Park – Eric Cartman (Trey Parker)
- Star Trek: Voyager – Lt. Tom Paris (Robert Duncan McNeill)
- Star Wars: A klónok háborúja – Cham Syndulla (Robin Atkin Downes)
- Stephanie – Tom (Alexander Heidenreich)
- Sweet Valley – Bruce Patman (Brock Burnett / Christopher Jackson)
- Szerelmek Saint Tropez-ban – David (Avy Marciano)
- Szívek szállodája – Michel Gerard (Yanic Truesdale)
- Szívtipró gimi – Dennis Klinsmann (Putu Winchester)
- Taxi – Tony Banta (Tony Danza)
- Thomas, a gőzmozdony – Thomas (Ben Small és John Hasler (Egyesült Királyság) / Martin Sherman és Joseph May (USA)
- Titkok és szerelmek – Mauricio Trujillo (Rafael Mercadente)
- Trónok harca – Robb Stark – (Richard Madden)
- Trükkös halál – Rolland 'Rollie' Tyler (Cameron Daddo)
- Űrháború 2063 – Lt. Paul Wang (Joel de la Fuente)
- V.I.P. – Több, mint testőr – Quick Williams (Shaun Baker)
- Vámpírnaplók – Elijah Mikaelson – (Daniel Gillies)
- Wolf lake – Luke Cates (Paul Wesley)
- Alfahímek – Luis Bravo (Fele Martínez)

### Filmek
- Iwo Jima fövenye - Peter Conway őrvezető (John Agar)
- Fennakadva a fán - stoppos (Olivier De Funes)
- A sárkány útja - Tang Lung (Bruce Lee)
- James Bond: Az aranypisztolyos férfi - Nick Nack (Hervé Villechaize)
- A midwayi csata - John C. Waldron alparancsnok (Glenn Corbett)
- Missouri fejvadász - Little Tod (Randy Quaid)
- A Gyűrűk Ura - Frodó (Elijah Wood)
- Részeges karatemester - Wong Fei-Hung (Jackie Chan)
- Királyi zűr - Rupert of Hentzau (Stuart Wilson)
- Nyugaton a helyzet változatlan - további magyar hang
- Star Trek: Csillagösvény - Pavel Chekov hadnagy (Walter Koenig)
- Határsáv - további magyar hang
- Halloween 2. - további magyar hang
- Sivatagi kalandok - David (Willie Aames)
- Sophie választása - Filkó (Peter MacNicol)
- A férfi, aki szerette a nőket - Al (Ben Powers)
- Gördülő kung-fu - David (Biao Yuen)
- Kedves papa - Marco Millozza (Stefano Madia)
- Halálbrigád - további magyar hang
- Rendőrakadémia - Chad Copeland kadét (Scott Thomson)
- Péntek 13: Vérfürdő az intézetben - Pete (Corey Parker)
- Verdák 3. - Cal Weathers (Kyle Petty)
- Silverado - Jake (Kevin Costner)
- Állj mellém! - Ace Merrill (Kiefer Sutherland)
- Laputa – Az égi palota - Muszka (Minori Terada)
- Péntek 13: Jason él - Darren (Tony Goldwyn)
- Száguldó bosszú - további magyar hang
- Szebb holnap - Tse-Kit Sung (Leslie Cheung)
- Top Gun (2. szinkron) - további magyar hang
- Válaszút - Scott (Steven Flynn)
- Robotzsaru - Bobby (Freddie Hice)
- A vágy törvénye - Juan Bermúdez (Miguel Molina)
- Valami kis szerelem - Duncan (Elias Koteas)
- Agatha Christie: Randevú a halállal - Raymond Boynton (John Terlesky)
- Akira - Kaneda Sótaró (Mitsuo Iwata)
- Drágán add az életed! - Argyle (De`voreaux White)
- Piszkos Harry: Holtbiztos tipp - Johnny Squares (Jim Carrey)
- Rémálom az Elm utcában 4. - további magyar hang
- A Tizedik - Michel Mangeot (Timothy Watson)
- Véres játék - további magyar hang
- Fletch - Szenzációs ajánlat - Calculus Entropy (Cleavon Little)
- Péntek 13: Borzalom New Yorkban - további magyar hang
- Riválisok - további magyar hang
- Nehézfiúk - Mick O`Brien (Sean Penn)
- Sokkoló - Phino (Richard Brooks)
- V. Henrik - Dauphin (Michael Maloney)
- Bőrpofa - Texasi láncfűrészes mészárlás 3. - Ryan (William Butler)
- Cry-Baby - Baldwin (Stephen Mailer)
- Tökös ötös - pizzafutár (Dean Cameron)
- Mo` Better Blues - további magyar hang
- Napló apámnak, anyámnak - (Jerzy Fedorovicz)
- Dzsungelláz - Livin, Large barátja (Doug E. Doug)
- Ninja Scroll - Jurimaru (Richard Cansino)
- A zongoralecke - további magyar hang
- Beverly Hills-i zsaru 3. - további magyar hang
- Csendszimfónia - Stadler (Balthazar Getty)
- Hetedik - futár (Richmond Arquette)
- Hamm Burger - Dexter Reed (Kenan Thompson)
- Underground - Natalja testvére (Davor Dujmovic)
- Ámokfutam - további magyar hang
- Barb Wire - A bosszúálló angyal - fiatal katona (Salvator Xuereb)
- Eddie - további magyar hang
- Hullámtörés - Terry (Jean-Marc Barr)
- Mulholland - Gyilkos negyed - őr (Brad Hunt)
- Rettegés - további magyar hang
- Rózsaágy - Marc (Jamie Harrold)
- Zsaru az égből - további magyar hang
- 187 - további magyar hang
- Ámokfutó kamionok - Brad (Jonathan Barrett)
- A boldogító nem - további magyar hang
- G. I. Jane - további magyar hang
- Gyilkos indulat - Aaron Sullivan (Freddie Prinze Jr.)
- Herkules - Herkules fiatalon (Josh Keaton)
- Két túsz között - Kevin McCall (Michael Rapaport)
- Kisvárosi gyilkosság - Jack Hewitt (Jim True-Frost)
- A második polgárháború - Tony Phillips (Neil Roberts)
- Nyisd ki a szemed - Césár (Eduardo Noriega)
- Odüsszeusz - Elpénór (Alan Cox)
- Oscar Wilde szerelmei - további magyar hang
- Az ötödik elem - űrhajó mérnök (Kevin Brewerton)
- A tömegpusztítás fegyverei - Jimmy, a hotdogárus-tanár (Billy Worley)
- Chipkatonák - Chip Lecsap (Tommy Lee Jones)
- Az elveszett zsaru - további magyar hang
- Ennivaló a csaj - Roy (Daryl Mitchell)
- Fantomok - további magyar hang
- Fekete kutya - Wes (Brian Vincent)
- Galaktikus támadás 2. - további magyar hang
- Gyerekjáték: Chucky menyasszonya - David `Dave` Collins (Gordon Michael Woolvett)
- Hi-Lo Country - Delfino Mondragon (Jacob Vargas)
- A kukorica gyermekei: A sikolyok földje - Tyrus (Greg Vaughan)
- Rejtélyes alkony - Jeff Willis (Liev Schreiber)
- A semmi közepén - Mókus (Ethan Embry)
- A szentfazék - Scott Hawkes (Eric McCormack)
- Újra a régi - Luke Shand (Hans Matheson)
- Alice Csodaországban - a király kertésze (Jonathan Broadbent)
- Anna és a király - Chulalongkorn király (Ramli Hassan)
- Bajnokok reggelije - Nyuszi Hoover (Lukas Haas)
- Bármi áron - további magyar hang
- Csak egy kis pánik - Nicky Shivers (Max Casella)
- Halálsoron - Percy Wetmore (Doug Hutchison)
- Ház a Kísértet-hegyen - Watson Pritchett (Chris Kattan)
- Kegyetlen játékok - Sebastian Valmont (Ryan Phillippe)
- Szerelemre hangolva - Chow Mo-wan (Tony Leung Chiu-wai)
- Majd, ha fagy! - Kevin Holt (Brent Stait)
- Minden héten háború - további magyar hang
- Nyomás! - Todd Gaines (Timothy Olyphant)
- Papakereső - további magyar hang
- Párosban Párizsban - Jeremy Bluff (Matt Winston)
- Szentivánéji álom - Sipák Ferenc (Sam Rockwell)
- Sztárom a párom - Rufus, a tolvaj (Dylan Moran)
- Tök alsó - további magyar hang
- Apádra ütök - Denny Byrnes (Jon Abrahams)
- Az aranygyapjú legendája - Zetész (Rhys Miles Thomas)
- Beat - Lee (Sam Trammell)
- Blöff - Csuma (Ewen Bremner)
- D, a vámpírvadász - Kyle (Alex Fernandez)
- Drakula 2000 - további magyar hang
- Fedezd fel Forrestert! - Kenzo (Damany Mathis)
- Háború a Földön - Jonnie Goodboy Tyler (Barry Pepper)
- Mars mentőakció - Nicholas Willis (Kavan Smith)
- A millió dolláros hotel - Tom Tom (Jeremy Davies)
- Péntek esti gáz - Roach (Justin Pierce)
- Sade márki játékai - további magyar hang
- Szívörvény - Seth (Johnny Galecki)
- Tolvajtempó - Mirror Man (T.J. Cross)
- Űrcowboyok - Roger Hines (Courtney B. Vance)
- 13 kísértet - Dennis Rafkin (Matthew Lillard)
- Amerikai pite 2. - további magyar hang
- Csajok a csúcson - Thorsten (Thorsten Feller)
- Élet háza - Josh (Ian Somerhalder)
- Az élet nyomában - fiatal fiú (Trevor Jack Brooks)
- Az elit alakulat - további magyar hang
- Az ember, aki ott se volt - Frank (Michael Badalucco)
- Fiúk az életemből - Jason (Adam Garcia)
- Gépállat SC - Nitro (Stephen Walters)
- Hannibál - Gnocco (Enrico Lo Verso)
- K-PAX - A belső bolygó - Dr. Chakraborty (Ajay Naidu)
- Kapás van! - további magyar hang
- Kate és Leopold - Charlie McKay (Breckin Meyer)
- Magas sarok, alvilág - Danny (Danny Dyer)
- Hurrikán zóna - Steve Chaney (Curtis Armstrong)
- Wilbur öngyilkos akar lenni - Wilbur (Jamie Sives)
- Már megint egy dilis amcsi film - Jake Wyler (Chris Evans)
- Ocean’s Eleven – Tripla vagy semmi - további magyar hang
- On-lány - Jurij (Mathieu Kassovitz)
- Pearl Harbor – Égi háború - Billy Thompson hadnagy (William Lee Scott)
- El Cid - A legenda - Mutamin
- Rocksztár - további magyar hang
- A sárkány csókja - további magyar hang
- South Kensington - Antonio (Giampaolo Morelli)
- Az utolsó erőd - Ramon Aguilar tizedes (Clifton Collins, Jr.)
- 8 mérföld - Jimmy `Nyúl` Smith, Jr. (Eminem)
- Amerikában - Papo (Juan Carlos Hernández)
- Asterix és Obelix: A Kleopátra-küldetés - kocsis légiós (Laurent Biras)
- Austin Powers 3. - Harmadik (Fred Savage)
- Én és én meg a tehén - Mike Hanson (Ryan Reynolds)
- Én, a kém - T.J. (Viv Leacock)
- A szállító 2. - további magyar hang
- A három királyok - Tóbiás (David Robles)
- Ferenc - további magyar hang
- A függöny legördül - további magyar hang
- Gerry - Gerry (Matt Damon)
- Az igazság órája - Snake (Brian Tarantina)
- Kísérleti gyilkosság - Richard Haywood (Ryan Gosling)
- Költői szerelem - Euan (Tom Hollander)
- A könnyű élet varázsa - Ifj. Tom Hawkings (Kenneth Mitchell)
- A cinkos – Frederick Aiken százados (James McAvoy)
- Odd Thomas – A halottlátó – Simon Varner járőr (Nico Tortorella)
- Különvélemény – Arthur (Michael Dickman)
- Örök kaland - Miles Tuck (Scott Bairstow)
- Scooby-Doo – A nagy csapat - további magyar hang
- Szilaj - A vad völgy paripája - Kis Patak (Daniel Studi)
- 9 áldozat[8] – Daniel Lynne (Kett Turton)
- A fehér csóka - Brad `B-Rad` Gluckman (Jamie Kennedy)
- Honey - Michael Ellis (David Moscow)
- Huncut karácsony - Bill (Gavin Creel)
- Ikerhatás - további magyar hang
- Kényszerszünet - Lehiff (Colin Farrell)
- Miről álmodik a lány? - Ian Wallace (Oliver James)
- Rádió - Rádió (Cuba Gooding Jr.)
- Az űzött vad - további magyar hang
- Adásunkat megszakítjuk - Cheung felügyelő (Nick Cheung)
- Bandafőnök kerestetik - további magyar hang
- Dilis randi - Troy Riley (Andrew Keegan)
- Don Bosco - A szeretet küldetése 1-2. - Giovanni Cagliero (Ry Finerty)
- A félelem kórháza - további magyar hang
- Flúgos járat - Mack kapitány (Snoop Dogg)
- Földtenger kalandorai - Skiorch (Alessandro Juliani)
- A gyóntató - Andrews atya (Von Flores)
- Rossz tanár – Russell Gettis (Jason Segel)
- A kristály nyomában - Boo (Alan Mariot)
- A szerelem következményei - Valerio (Adriano Giannini)
- Szüleidre ütök - Lars Flossmann (Joram Voelklein)
- Terminál - Enrique Cruz (Diego Luna)
- Az álcsalád - Buck/Frank, Charlie álférje (Jordan Bridges)
- Tudom, mit találtál az éjjel - Niels (Nils Julius)
- Túlélni a karácsonyt - Drew Latham (Ben Affleck)
- P.S. I Love You - F. Scott Feinstadt (Topher Grace)
- Wimbledon - Szerva itt, szerelem ott - Jake Hammond (Austin Nichols)
- Amerikai pite 4. – A zenetáborban - Matt Stifler (Tad Hilgenbrink)
- Bankapók a pácban - Gatignol miniszter (Guillaume De Tonquedec)
- Carter edző - Worm (Antwon Tanner)
- Csak lazán! - Dadu (André Benjamin)
- Egyedül a sötétben - Richard Burke parancsnok (Stephen Dorff)
- Az eladólány - Jeremy Kraft (Jason Schwartzman)
- Elvis - további magyar hang
- Féktelen balfékek - Dobge (John Leguizamo)
- A három nővér - Andrew Prior (Alessandro Nivola)
- A holló 4.: A gonosz fohász - Jimmy Cuervo (A Holló) (Edward Furlong)
- Match Point - Chris Wilton (Jonathan Rhys Meyers)
- Naranzs, Minyon és Dartanyan - Gustav (Figge Norling)
- Négy tesó - Jack Mercer (Garrett Hedlund)
- Négyen egy gatyában - Kostas (Michael Rady)
- Pata-csata - Peckes (Joshua Jackson)
- Sophie Scholl - Aki szembeszállt Hitlerrel - Lohner (Klaus Händl)
- Szemben a Nappal - Chen (Ken Lo)
- Telhetetlen pasifaló - Stefan Köster (Lars Gärtner)
- A tenger vadjai - Bryce (Scott Caan)
- Vad galamb - Virgonc (Ewan McGregor)
- 300 - Szteliosz (Michael Fassbender)
- Alpha Dog - Frankie Ballenbacher (Justin Timberlake)
- American Dreamz - Omer (Sam Golzari)
- A bárányok harapnak - Tucker (Tammy Davis)
- A bátrak hazája - Tommy Yates (Brian Presley)
- Borat: Kazah nép nagy fehér gyermeke menni művelődni Amerika - további magyar hang
- Hullámtörők - Billy Hodge (Brian Geraghty)
- Kék papagáj - Nino Bensalem (Michaël Cohen)
- Nagyon vadon - Elliot (Ashton Kutcher)
- Nagypályás kiskutyák - Grim (Trevor Wright)
- Szakíts, ha bírsz - Richard Meyers (John Michael Higgins)
- Underworld: Evolúció - Michael Corvin (Scott Speedman)
- Utcai igazság - további magyar hang
- Az utolsó csók - Michael (Zach Braff)
- Vadkaland - Larry (Richard Kind)
- Zsákutca - Anthony Birk (Sebastien Roberts)
- Gyávák és hősök - Todd Hayes (Andrew Garfield)
- Marco Polo - Chi (Michael Chow)
- Norbit - Pope Sweet Jesus (Eddie Griffin)
- Melegkonyha - Ramiro (Fernando Tejero)
- A csíkos pizsamás fiú - Kotler hadnagy (Rupert Friend)
- Csingiling - Bobble (Rob Paulsen)
- Első vasárnap - LeeJohn (Tracy Morgan)
- Az igenember - Rooney (Danny Masterson)
- A másik Boleyn lány - Boleyn György (Jim Sturgess)
- Nagyon vadon 2. - Elliot (Joel McHale)
- Nyolc tanú - Suarez (Said Taghmaoui)
- Vakság - 1. változat: Első vak férfi (Yusuke Iseya) 2. változat: Csapos, a 3-as terem királya (Gael García Bernal)
- Újraszámlálás - további magyar hang
- Wanted - Wesley Gibson (James McAvoy)
- Spancserek - Doug Evans (Thomas Lennon)
- Hajsza - Richie Nix (Joseph Gordon-Levitt)
- Itt járt Henry Poole - Henry Poole (Luke Wilson)
- A kulcsfigura – Chris Pratt (Joseph Gordon-Levitt)
- A Sötét Lovag - Felemelkedés - John Blake (Joseph Gordon-Levitt)
- Kinsey - Mindenki másképp csinálja - Clyde Martin (Peter Sarsgaard)
- Az elektromos ködben - Elrod Sykes (Peter Sarsgaard)
- Amerika Kommandó: Világrendőrség - Gary Johnston (Trey Parker)
- South Park – Nagyobb, hosszabb és vágatlan - Eric Cartman (Trey Parker)
- Fűrész - Adam (Leigh Whannell)
- Fűrész II. - Adam (Leigh Whannell)
- Telitalálat - Larry (Michael Weston)
- Boncasztal - Jake Gallo (Michael Weston)
- Mátrix – Forradalmak - Kölyök (Clayton Watson)
- Mátrix – Újratöltve - Kölyök (Clayton Watson)
- Egy nap New Yorkban - Chip (Frank sinatra)
- Macsók és macák - Nathan Detroit (Frank Sinatra)
- Visszatérés a Paradicsomba - Lewis McBride (Joaquin Phoenix)
- Jelek - Merrill Hess (Joaquin Phoenix)
- World Trade Center - Will Jimeno (Michael Peña)
- Orvlövész - Nick Memphis (Michael Peña)
- Hajó, ha nem jó - Marco (Matt McGrath)
- Jóban-rosszban - Jeffrey (Matt McGrath)
- Észvesztő - Tobias `Toby` Jacobs (Jared Leto)
- Harcosok klubja - Angyalfej (Jared Leto)
- Forró rágógumi, avagy ilyen az eszkimó citrom - Benji (Yftach Katzur)
- Forró rágógumi 3 - Szállj le rólam! - Benji (Yftach Katzur)
- Szombat esti frász - Tom McHugh (Ethan Hawke)
- Visszajátszás - Vince (Ethan Hawke)
- Karácsonyi kívánság - Will Martin (Neil Patrick Harris)
- Téglatesó - Lance (Neil Patrick Harris)
- A kötél - Phillip Morgan (Farley Granger)
- Hans Cristian Andersen - Niels (Farley Granger)
- III. Richárd - Rivers (Robert Downey Jr.)
- Gyilkos álmok - Vivian Thompson (Robert Downey Jr.)
- Bridget Jones naplója - Tom (James Callis)
- Bridget Jones: Mindjárt megőrülök! - Tom (James Callis)
- Férjfogó - Jay (Casey Affleck)
- Jesse James meggyilkolása, a tettes a gyáva Robert Ford - Robert Ford (Casey Affleck)
- Dogma - Rufus, a 13. apostol (Chris Rock)
- Betty nővér - Wesley (Chris Rock)
- Államfőnök - Mays Gilliam (Chris Rock)
- Phoenix - Zsaruszerencse - Joey Schneider (Giovanni Ribisi)
- Ryan közlegény megmentése - Wade, T4-doki (Giovanni Ribisi)
- Drogosztag - Peter Cochran (Giovanni Ribisi)
- Bőrnyakúak - Anthony Swofford (Jake Gyllenhaal)
- Kiadatás - Douglas Freeman (Jake Gyllenhaal)
- Zodiákus - Robert Graysmith (Jake Gyllenhaal)
- Bosszúállók - Loki (Tom Hiddleston)
- Thor - Loki (Tom Hiddleston)
- Thor: Sötét világ - Loki (Tom Hiddleston)
- Thor: Ragnarök - Loki (Tom Hiddleston)
- Bosszúállók: Végtelen háború - Loki (Tom Hiddleston)
- Bosszúállók: Végjáték - Loki (Tom Hiddleston)
- Wallander - Magnus (Tom Hiddleston)
- A Karib-tenger kalózai-trilógia - Will Turner (Orlando Bloom)
- Menedék - Shy ("Félénk") (Orlando Bloom)
- Kutyák és macskák - Lou (Tobey Maguire)
- Pókember-trilógia - Peter Parker (Pókember) (Tobey Maguire)
- Vágta - Red Pollard (Tobey Maguire)
- A jó német - Patrick Tully tizedes (Tobey Maguire)
- A Gyűrűk Ura-trilógia - Zsákos Frodó (Elijah Wood)
- A tizenhetes csapdája - Jones (Elijah Wood)
- Kémkölykök 3-D – Game Over - A srác (Elijah Wood)
- Egy makulátlan elme örök ragyogása - Patrick (Elijah Wood)
- Huligánok - Matt Buckner (Elijah Wood)
- Minden vilángol - Jonathan Safran Foer (Elijah Wood)
- Tom és Jerry - Terence (Michael Peña)
- Furcsa fickók a fedélzeten - Schecky Moskowitz (Adam Sandler)
- Pancserock - Pip (Adam Sandler)
- A vizesnyolcas - Robert `Bobby` Boucher, Jr. (Adam Sandler)
- Apafej - Sonny Koufax (Adam Sandler)
- Sátánka - Nicky (Adam Sandler)
- 8 őrült éjszaka - Davey/Whitey/Eleanore/Rénszarvas (Adam Sandler)
- A kismenő - Longfellow Deeds (Adam Sandler)
- Kótyagos szerelem - Barry Egan (Adam Sandler)
- Tökös csaj - Mambuza Bongo srác (Adam Sandler)
- Ki nevel a végén? - Dave Buznik (Adam Sandler)
- Az 50 első randi - Henry Roth (Adam Sandler)
- Spangol - Magamat sem értem - John Clasky (Adam Sandler)
- Csontdaráló - Paul Crewe (Adam Sandler)
- Távkapcs - Michael Newman (Adam Sandler)
- Férj és férj - Chuck Levine (Adam Sandler)
- Üres város - Charlie Fineman (Adam Sandler)
- Ne szórakozz Zohannal! - Zohan (Adam Sandler)
- Esti mesék - Skeeter Bronson (Adam Sandler)
- Nagyfiúk - Lenny Feder (Adam Sandler)
- Nagyfiúk 2. - Lenny Feder (Adam Sandler)
- Harag – Trini 'Gordo' Garcia (Michael Peña)
- Uncut Gems - Csiszolatlan gyémánt - Howard Ratner (Adam Sandler)
- A kis kedvencek titkos élete - Hógolyó (Kevin Hart)
- Tad Jones csudálatos kalandjai - Tad Jones (Óscar Barberán)
- Jégkorszak – A nagy bumm - Sangri Iama (Jesse Tyler Ferguson)
- Énekelj! - Mike (Seth MacFarlane)
- Encanto - Bruno Madrigal (John Leguizamo)
- A rosszfiúk - Mr. Piranya (Anthony Ramos)

### Anime szinkron
- Bleach – Madarame Ikkaku (Hiyama Nobuyuki) (1. hang)
- Dragon Ball Z – Garbig Junior egyik csatlósa Hikaru Midorikawa (108-116.rész)
Son Gohan (Masako Nozawa) (199-291. rész)
- Dragon Ball GT – Son Gohan (Masako Nozawa)
- Gólkirály – Hikaru Tatsumura (Nozomu Sasaki)
- Zorró legendája – Diego (Zorró)

## Animációk
- Uhu és pajtásai – Borz
- Parkműsor – Rigby
- Korra legendája – Varrick
- Lóti és Futi – Futi

## CD-k, hangoskönyvek
- David Attenborough: Egy ifjú természettudós történetei
- David Attenborough: Egy ifjú természettudós történetei II. – A sárkány nyomában
- Elveszett alvókák
- Kertész Erzsi: Fény Sebestyén
- Lackfi János: Dombontúli mesék
- Turczi István: Kezdet és vég – Történetek versben

## Hangjátékok, rádióműsorok
- Csetényi Anikó: A sátor (1983)
- Felix Salten: Bambi gyermekei (1983)
- Kamarás István: Bulányvölgyi állomások (1984)
- Csurka István: Őszi délelőtt a tanyán (1985)
- Berkes Péter: Fűre lépni veszélyes (1986)
- Anna Seghers: Jeanne d'Arc pöre Rouenban 1431-ben (1988)
- Vörösmarty Mihály: Az elbúsult diák (2000)
- Padraic Fallon: Diarmuid és Grania (2001)
- Borenich Péter: A kenguru galeri (2004)
- Molnár Ferenc: A zöld huszár (2004)
- A Rittyentés (2023)

## Családja
Nős, felesége Lengyel Kata, gyermekei Csenge Sára és Bendegúz Benjámin.

## Díjai, elismerései
- Ruttkai Éva-emlékdíj (2002, 2014[12])
- Hegedűs Gyula-emlékgyűrű (2004, 2014)
- A kiscsillag is csillag díj (2010)[13]
- Roboz Imre-díj (2013)
- Ajtay Andor-emlékdíj (2014)[14]
- Jászai Mari-díj (2016)